# Sericopelma silvicola
Sericopelma silvicola là một loài nhện trong họ Theraphosidae.
Loài này thuộc chi Sericopelma. Sericopelma silvicola được Carlos E. Valerio miêu tả năm 1980.